# Minamioguni
Minamioguni (南小国町?, Minamioguni-machi) è una cittadina giapponese della prefettura di Kumamoto.

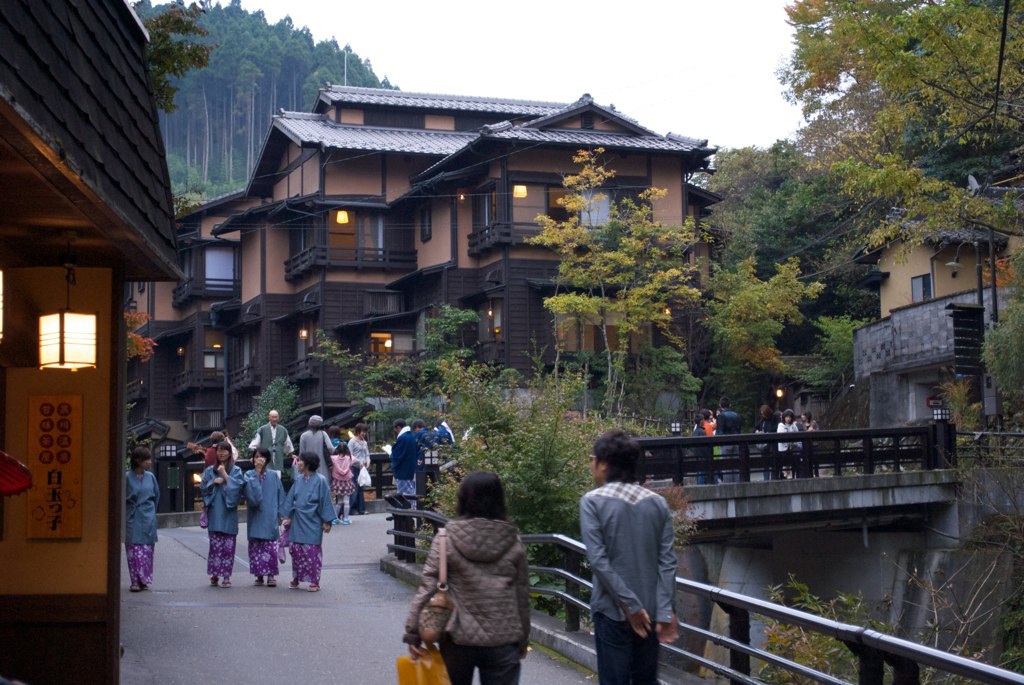

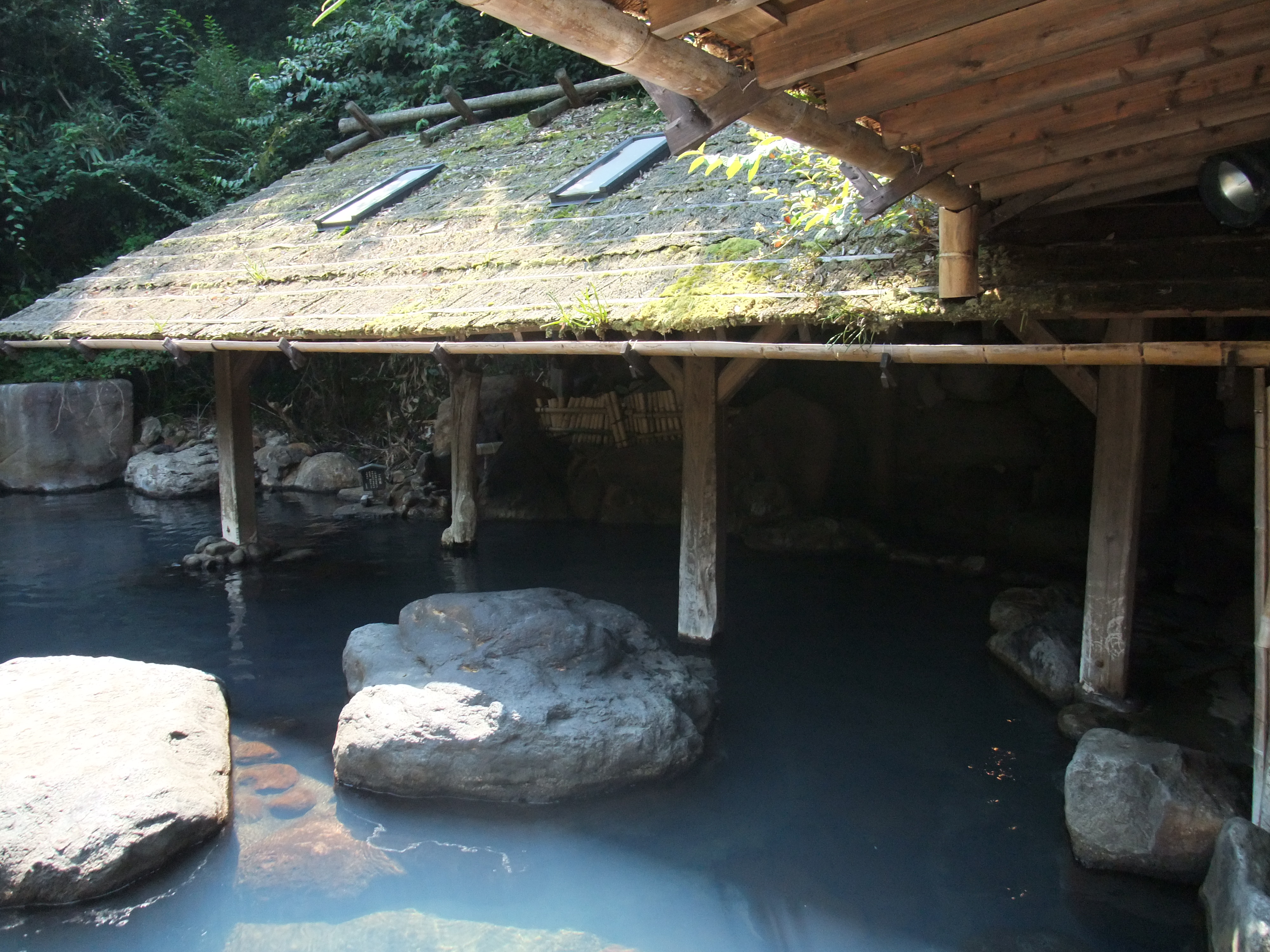
onsen

Della cittadina fa parte Kurokawa Onsen (黒川温泉?), una delle località termali più note dell'isola di Kyushu che vanta più di 300 anni di storia.